# Josep Vilanova i Arqué
Josep Vilanova i Arqué (Sabadell, 1894 - Barcelona, 7 d'octubre de 1975) fou un mestre català.
Casat amb Aurora Bosch i Pujolar, va exercir la seva professió de mestre a Rubí a principis dels anys vint del segle xx. El febrer de 1939 fou citat davant el Jutjat Militar especial de depuració de funcionaris civils de l'Auditoria de Guerra de la quarta Regió Militar. El seu expedient fou finalment arxivat el juny del mateix any.
El fons fou conservat pels seus hereus fins al seu ingrés a l'Arxiu Nacional de Catalunya. El fons inclou documentació aplegada i produïda per Josep Vilanova i Arqué. Inclou el llibre de família del Foment de Pietat Catalana, així com diversos documents relatius al seu expedient de depuració com a mestre nacional davant l'Auditoria de Guerra de la Quarta Regió Militar i el títol de congressista del XXXV Congrés Eucarístic de Barcelona. Així mateix, s'hi troba la documentació derivada de la vinculació formativa del seu fill a la secció d'ensenyaments artístics de l'Escola del Treball de la Diputació de Barcelona i, en particular, amb el seu responsable, el decorador i dibuixant barceloní Ramon Rigol i Font (1891-1976). Així mateix, inclou documentació sobre l'edició de 1969 dels week-end cinematogràfics Llanterna Màgica i un guió radiofònic dels serveis exteriors de la BBC (1974) en preparació de la mort del general Franco.